# Riksdagen 1607
Riksdagen 1607 ägde rum i Stockholm och Uppsala.
Ständerna sammanträdde i Uppsala den 23 februari 1607. 
Riksdagen inledes med diskussion om den deklaration Karl IX skulle lämna i anslutning till kröningen. Efter denna var klar 13 mars, så skedde kröningen den 15 mars. 
Riksdagen avslutades den 18 mars 1607.